# Милано, Энтони
Энтони «Тони» Милано (англ. Anthony "Tony" Milano, при рождении Антонио Милано (англ. Antonio Milano); 5 декабря 1888, Сан-Роберто, Реджо-Калабрия, Италия — 5 августа 1978, Кливленд, Огайо, США) — италоамериканский гангстер калабрийского происхождения, был младшим боссом семьи Кливленда с 1930 года до ухода на покой в 1976 году. Старший брат Фрэнка Милано (босс кливлендской мафии в 1930—1935 годах) и крёстный отец Анджело Лонардо (младший босс семьи в 1976—1983 годах).

## Биография
Антонио Милано родился 5 декабря 1888 года в деревне Сан-Роберто в итальянской провинции Реджо-ди-Калабрия в семье Пьетро и Грации (урождённой Мацца) Милано. У него был младший брат Чиччо. Вместе с семьёй эмигрировал из Италии в Соединённые Штаты, поселившись в Кливленде.
Тони Милано и его брат Фрэнк активно участвовали в вымогательстве и грабежах в составе Банды Мейфилд-роуд, самой сильной преступной организации кливлендской Маленькой Италии в 1910-х годах. Во время «сухого закона» банда перешла под контроль Джозефа Лонардо, первого босса семьи Кливленда и стала заниматься бутлегерством. В 1929 году Фрэнк Милано, к тому времени возглавивший Банду Мейфилд-роуд, стал соперником Джозефа Поррелло, третьего по счёту босса кливлендской семьи, и его братьев в борьбе за контроль над рэкетом и бутлегерством в Огайо. 5 июля 1930 года Порелло был застрелен в принадлежавшим Фрэнку Милано ресторане Venetian и Фрэнк стал боссом мафии Кливленда, а Энтони его заместителем. К концу «сухого закона» большинство братьев Поррелло и их сторонников были или убиты или покинули Кливленд или перешли на сторону Банды Мэйфилд-роуд. Так, Фрэнк Милано и его банда взяли под контроль преступный клан Кливленда.
В 1935 году Франк бежал в Мексику из-за обвинений в уклонении от уплаты налогов. После этого главой семьи стал Альфред Полицци, а Энтони остался младшим боссом и ещё более 40 лет оставался на этом посту, несмотря на смену руководства за эти годы.
Тони Милано контролировал несколько профсоюзов в Кливленде благодаря связям с президентом Международного братства водителей Джеки Прессером. Шли годы, Милано всё меньше времени уделял делам семьи, предпочитая роль консультанта, в то время как другие влиятельные члены клана исполняли обязанности подчинённых. Несмотря на это, Тони сохранял титул младшего босса вплоть до ухода на покой в 1976 году.
Милано стал натурализованным гражданином 27 июня 1924 года. Он женился на Жозефине ДиСанто и имел четырёх сыновей: Питера, Фрэнка, Джона и Кармен. В 1940-х годах его жена и дети переехали в Лос-Анджелес, в то время как Тони делил время между Лос-Анджелесом, Кливлендом и Лас-Вегасом. У него было много легальных и преступных деловых интересов во всех трёх городах. Его старший сын Питер был членом преступного клана Лос-Анджелеса, тем самым укрепив связи между двумя семьи. Муж его племянницы Джон Нарди, влиятельный соучастник семьи Кливленда, выступил против семьи в 1970-х годах, встав на сторону ирландского гангстера Дэнни Грина.
Тони Милано умер естественной смертью 5 августа 1978 года в больнице Лейксайд в Кливленде и был похоронен на кладбище All Souls Cemetery в Чардоне (штат Огайо).